# Agathosma humilis
Agathosma humilis är en vinruteväxtart som beskrevs av Otto Wilhelm Sonder. Agathosma humilis ingår i släktet Agathosma och familjen vinruteväxter. Inga underarter finns listade i Catalogue of Life.